# Lúcio Emílio Paulo (cônsul em 1)
Lúcio Emílio Paulo (em latim: Lucius Aemilius Paullus; 37 a.C.–14), conhecido como Paulo Emílio Lépido, foi um político romano da gente Emília eleito cônsul em 1 d.C. juntamente com o herdeiro de Augusto Caio César, seu cunhado. Lúcio era filho de Paulo Emílio Lépido, que foi censor em 22 a.C., com Cornélia, a filha mais velha de Escribônia, segunda esposa de Augusto. Seu avô paterno foi Lúcio Emílio Paulo, cônsul em 50 a.C. e irmão do triúnviro Lépido.

## Primeiros anos
Cornélia, sua mãe, morreu em algum momento entre 20 e 15 a.C. e Lúcio foi criado por seu pai. Em algum momento depois de 13 a.C., ele se casou com Cláudia Marcela Menor, que também era viúva e tinha um filho pequeno. Quase nada se sabe sobre sua carreira, exceto que foi cônsul e que foi membro do colégio dos Irmãos arvais.
Em 9 d.C., suma mãe foi condenada por adultério e exilada para a ilha de Trimerus, na costa da Apúlia, onde passou os próximos vinte anos. O amante de Júlia era Décimo Silano, que também foi exilado, e voltou a Roma durante o reinado de Tibério. 
Lúcio foi implicado em uma conspiração contra Augusto e foi executado em algum momento entre 1 e 14 d.C..

## Família
Lúcio se casou com a neta mais velha de Augusto, Júlia, a Jovem (Vipsânia Júlia) e os dois tiveram apenas um filho varão: Marco Emílio Lépido, e duas filhas: Júlia Paula - casada com Gaius Octavius Laenas (e pais de um rebento com o mesmo nome), e a célebre Emília Lépida (m. 53), a primeira esposa do futuro imperador Cláudio. Este casamento (ou noivado) foi anulado por Augusto depois que seus pais caíram em desgraça e Emília se casou com Marco Júnio Silano Torquato, cônsul em 19, com quem teve vários filhos, incluindo Júnia Calvina e Marco Júnio Silvano Silano Torquato, cônsul em 46.